# شعفل بن علي الأميري
الأمير شعفل بن علي بن شايف الأميري هو أخر أمراء أمارة الضالع ألغيت الأمارة في عام 1967 عند تأسيس جمهورية اليمن الديمقراطية الشعبية التي هي الآن جزء من الجمهورية اليمنية. وقد امتدت فترة حكمه لأمارة الضالع من 1954 إلى 17 من أغسطس 1967.

## إنجازاته
في عام 1933م انتقل إلى جحاف ليتدرب على شؤون الحكم تحت رعاية الأمير حيدره بن نصر الذي كان نائبا لابيه الأمير نصر أمير الضالع الرسمي المقيم في لحج حتى جاء 1947م ليصبح نائبا لأمارة الضالع بدلا من الأمير حيدره. وفي عام 1953م انتخبت الأسرة الأميرية شعفل بن علي أميرًا رسميا على أمارة الضالع وظل كذلك حتى 1967م.ونتيجة لموقع الأمارة فقد واجه الأمير شعفل كثيرا من الصعوبات والتحديات خاصة تدخلات الأئمة الزيدين الطامعين ولكنه نجح بسياسته وشجاعته وكسب ولاء القبائل إلى جانبه في إفشال أي خطط معادية .وكانت هذه سياسته أيضًا مع الرعايا سياسة المرونة والتوازن بين شؤون الحكم ومصالح الرعية وانطبق الحال على سياسته مع الحكومة البريطانية صاحبة القوة والسطوة في الشرق الأوسط عموما فوازن بين مطالبهم ومصالح أمارته بعيدا عن الشطط وتقدير موازين القوى وعدم الأخلال بالحقوق الأساسية. ويحسب للأمير شعفل بن علي العديد من الإنجازات لعل أبرزها دوره الرائع في تأسيس دستور للأمارة 1948م عندما كان نائبا للأمير حينها وهذا الإنجاز المتقدم قل أن يوجد مثيلا له في باقي السلطنات إذا أستثنيا لحج وحضرموت.
وفي أغسطس 1962م اصدر الأمير شعفل امرأ بتشكيل مجالس محلية تقوم بأعمال المجالس البلدية في ثلاث مناطق:الشاعري، جحاف والازارق. وكانت هذه المجالس تعقد اجتماعاتها اربع مرات في العام تناقش الأمور الحياتية للناس، ثم يقوم الأمير بالنزول إلى تلك المناطق للاطلاع على مجمل القضايا ومطالب تلك المجالس وعمل الحلول الممكنة لها.
أسس الأمير شعفل جمعية تعاونية لأبناء الضالع وحفر الأبار الارتوازية في عدد من نواحي الأمارة، كما أنشأت أول إدارة للزراعه عام 1962م قامت بتقديم قروض مالية للمزارعين وإرشادات توعوية لهم.
في عهد الأمير شعفل أيضًا فتحت العديد من المدارس، كما سقت العديد من الطرق وأبرزها طريق الضالع -عدن. كما بني دارا للضيافة لاستقبال كبار الضيوف والوفود القادمة إلى الأمارة.
على أن من المميز أن تم في عهد الأمير شعفل الاهتمام بنظافة الضالع، وتنظيم المحلات التجارية والسوق المشهور بسوق الخميس الذي يتوافد أليه الناس من كل نواحي الأمارة ومن خارجها.

## دور الأمير في تأسيس اتحاد الجنوب العربي
لعب الأمير دورا هاما في تأسيس اتحاد أمارات الجنوب 1959م أذ كانت أمارة الضالع احدي الإمارات الست المؤسسة للاتحاد والذي تطور ليصبح اسمه اتحاد الجنوب العربي 1963م ليشمل غالبية الإمارات والسلطنات في الجنوب وكانت عدن هي العاصمة ومدينة الاتحاد هي مركز الحكم وهذه الخطوة الاتحادية تعد تجربة أولى للفيدرالية في الجنوب العربي وفي شبه الجزيرة العربية

## وفاته
في 20 من أغسطس 2021 توفى الأمير شعفل بن علي بن شايف الأميري.